# Biskupi brugijscy

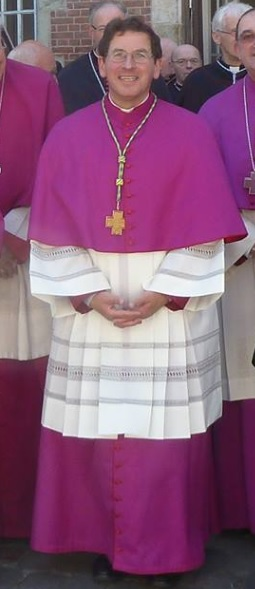
Bp Lodewijk Aerts, biskup brugijski od 2016

Biskupi brugijscy – lista biskupów rzymskokatolickich pełniących swoją posługę w diecezji brugijskiej.

## Pierwsze biskupstwo brugijskie (1559-1801)
| L.p. | Lata rządów | Imię i nazwisko                    |
| ---- | ----------- | ---------------------------------- |
| 1.   | 1560-1567   | bp Pieter de Corte                 |
| 2.   | 1569-1594   | bp Remigius Driutius               |
| 3.   | 1596-1602   | bp Matthias Lambrecht              |
| 4.   | 1604-1616   | bp Karel-Filips De Rodoan          |
| 5.   | 1617-1622   | bp Antonius Triest                 |
| 6.   | 1623-1629   | bp Denis Stoffels                  |
| 7.   | 1630-1639   | bp Servaas de Quinckere            |
| 8.   | 1642-1649   | bp Nicolaas de Haudion             |
| 9.   | 1651-1660   | bp Karel van den Bosch             |
| 10.  | 1662-1668   | bp Robert de Haynin                |
| 11.  | 1671-1681   | bp François de Baillencourt        |
| 12.  | 1683-1690   | bp Humbert-Guillaume de Precipiano |
| 13.  | 1691-1706   | bp Willem Bassery                  |
| *    | 1706-1716   | sede vacnate                       |
| 14.  | 1716-1742   | bp Hendrik-Jozef van Susteren      |
| 15.  | 1743-1753   | bp Jan-Baptist de Castillion       |
| 16.  | 1754-1775   | bp Jan-Robert Caïmo                |
| 17.  | 1777-1794   | bp Felix Brenart                   |
| *    | 1794-1801   | sede vacnate                       |

## Wikariat apostolski Zachodniej Flandrii (1832-1834)
| L.p. | Lata rządów | Imię i nazwisko          |
| ---- | ----------- | ------------------------ |
| 1.   | 1832-1833   | brak danych              |
| *    | 1833-1834   | bp François-René Boussen |

## Drugie biskupstwo (od 1834)

### Ordynariusze
| L.p. | Lata rządów | Imię i nazwisko                 |
| ---- | ----------- | ------------------------------- |
| 18.  | 1834-1848   | bp Franciscus-Renatus Boussen   |
| 19.  | 1848-1864   | bp Joannes-Baptista Malou       |
| 20.  | 1864-1894   | bp Johan Joseph Faict           |
| 21.  | 1894-1895   | bp Petrus De Brabandere         |
| 22.  | 1895-1931   | bp Gustavus Josephus Waffelaert |
| 23.  | 1931-1952   | bp Henricus Lamiroy             |
| 24.  | 1952-1984   | bp Emiel-Jozef De Smedt         |
| 25.  | 1984-2010   | bp Roger Vangheluwe             |
| 26.  | 2010-2015   | bp Josef De Kesel               |
| 27.  | od 2016     | bp Lodewijk Aerts               |

### Biskupi pomocniczy
- 1929-1931: bp Henricus Lamiroy, koadiutor, biskup tytularny Lamus
- 1962-1987: bp Maurits Gerard De Keyzer, biskup tytularny Tinum
- 1976-1999: bp Eugeen Laridon, biskup tytularny Thiges